# Usekh

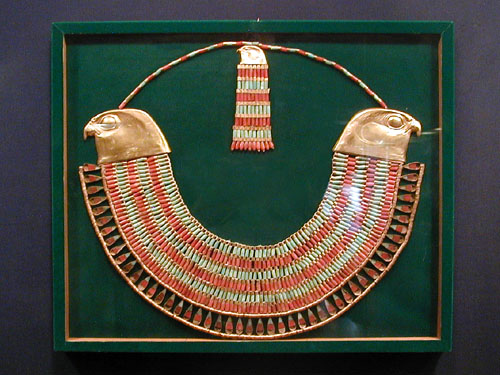
Vòng cổ usekh của công chúa Neferuptah.

Usekh, hoặc Wesekh, là một dạng cổ áo rộng hay vòng cổ đặc trưng của thời kỳ Ai Cập cổ đại. Từ các vị thần Ai Cập cho đến đàn ông và phụ nữ thuộc tầng lớp thượng lưu đều đeo trang sức này lên người.

## Hình dạng

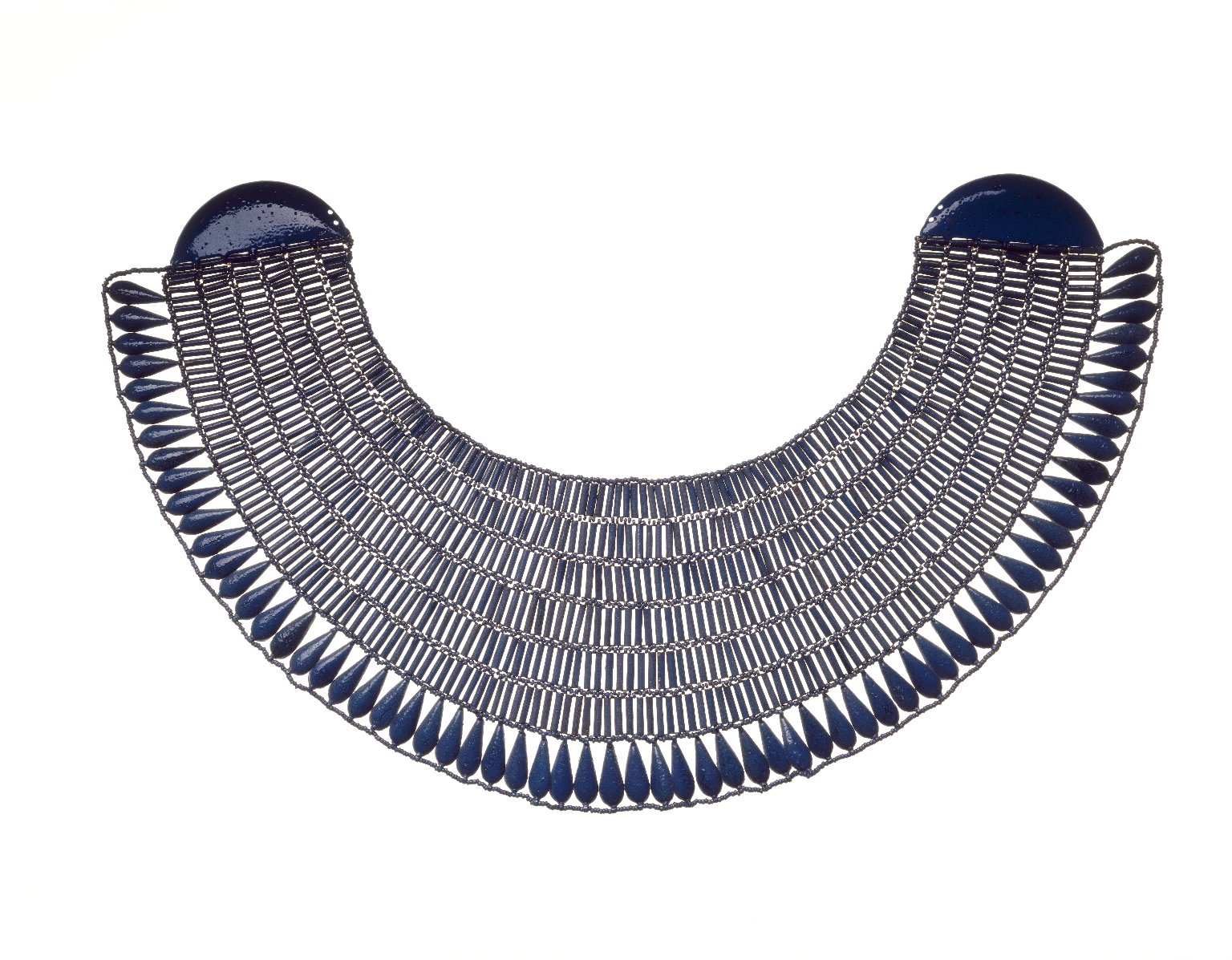
Vòng cổ usekh, niên đại khoảng năm 1336–1295 TCN (Bảo tàng Brooklyn).

Usekh rất rộng, được đeo quanh cổ và phủ cả vai. Usekh được kết từ các hạt đá quý mang nhiều màu sắc, đặt gần nhau, hoặc được làm hoàn toàn bằng vàng (thường dùng cho các Pharaon và các bậc vương hậu). Hai đầu của usekh có thể được trang trí bởi hình đầu của loài chim ưng (hiện thân của thần Ra và Horus).

## Ý nghĩa
Một bức phù điêu trong lăng mộ của hoàng tử Wepemnofret (con trai của Pharaon Khufu) tại Giza thể hiện mối liên hệ giữa usekh với thần lùn và vị thần sáng tạo Ptah. Bernd Scheel lập luận rằng, Ptah, người đôi khi được miêu tả là đeo treo trên mình vòng cổ usekh, bảo vệ người chết thông qua usekh, cùng với các thần lùn, vì công việc của họ là tạo ra các loại vòng cổ này.
Thần Shu và Tefnut, trong một lần khám phá vùng biển Nun đã bị lạc trong vùng nước hỗn loạn đó. Khi cả hai quay về, thần Atum nhớ thương 2 người con đã dang tay ôm chầm lấy họ. Do đó, việc gấp usekh mang ý nghĩa được ôm ấp, bảo vệ bởi cánh tay của các vị thần.